# EHF-Europapokal der Pokalsieger der Frauen 2005/06
Am EHF-Europapokal der Pokalsieger 2005/06 nahmen 32 Handball-Vereinsmannschaften aus 27 Ländern teil. Diese qualifizierten sich in der vorangegangenen Saison in ihren Heimatländern im Pokalwettbewerb für den Europapokal oder kamen als Drittplatzierte der Gruppenphase aus der Champions League 2005/06 dazu. Bei der 30. Austragung des Pokalsiegerwettbewerbs konnte ŽRK Budućnost MONET Podgorica zum zweiten Mal nach 1985 den Pokal gewinnen.

## 2. Runde
Da die Europäische Handballföderation die Rundenbezeichnungen aller Clubwettbewerbe vereinheitlichte und das Starterfeld im Cup der Pokalsieger relativ klein war, begann dieser erst mit den Spielen der 2. Runde.
Die Hinspiele der 2. Runde fanden zwischen dem 1. und 8. Oktober und die Rückspiele zwischen dem 2. und 9. Oktober 2005 statt.
|                               | Gesamt |                           | Hinspiel  | Rückspiel |
| ----------------------------- | ------ | ------------------------- | --------- | --------- |
| MKS Zagłębie Lubin            | 73:39  | Eurostandard GJ.P. Skopje | 30:16     | 43:23     |
| ZMC Amicitia Zürich           | 48:37  | Sporting Neerpelt         | 25:19     | 23:18 (1) |
| Sola HK                       | 90:26  | SPES Kefalovrysos         | 53:11     | 37:15     |
| ASSOMADA Carnaxide            | 47:81  | ŽRK Naisa Niš             | 22:38     | 25:43     |
| KH Vicianet Mitrovice         | 29:85  | TSV Bayer 04 Leverkusen   | 13:44 (2) | 16:41     |
| S.D. Itxako Estella           | 83:15  | Hapoel Kiryat Ono         | 40:10     | 43:50 (3) |
| UMF Stjarnan                  | 66:67  | Anadolu University S.C.   | 39:34     | 27:33 (4) |
| Kuban Krasnodar               | 72:43  | RK Celeia Žalec           | 38:27     | 34:16 (5) |
| Galychanka Lviv               | 50:54  | A.C. Ormi Patras          | 26:27 (6) | 24:27     |
| CS Rapid CFR Bukarest         | 97:33  | C.S. Baracuda Handball    | 52:13     | 45:20 (7) |
| Váci NKSE                     | 60:52  | ŠKP Banská Bystrica       | 33:24     | 27:28     |
| ZV McDonald’s Wiener Neustadt | 51:41  | Zeeman Vastgoed SEW       | 29:21     | 22:20     |

Durch ein Freilos zogen RK Lokomotiva Zagreb, Horsens HK, ESBF Besançon und Gjerpen IF Skien direkt in die 3. Runde ein.

## 3. Runde
Die Hinspiele der 3. Runde fanden vom 7. und 14. Januar und die Rückspiele am 14. und 15. Januar 2006 statt.
|                         | Gesamt |                               | Hinspiel   | Rückspiel |
| ----------------------- | ------ | ----------------------------- | ---------- | --------- |
| TSV Bayer 04 Leverkusen | 75:43  | Anadolu University S.C.       | 34:21 (8)  | 41:22 (8) |
| ZMC Amicitia Zürich     | 48:55  | CS Rapid CFR Bukarest         | 26:29      | 22:26 (9) |
| MKS Zagłębie Lubin      | 55:60  | Horsens HK                    | 28:28      | 27:32     |
| Váci NKSE               | 56:52  | ŽRK Naisa Niš                 | 32:26      | 24:26     |
| Gjerpen IF Skien        | 65:60  | ZV McDonald’s Wiener Neustadt | 36:31      | 29:29     |
| A.C. Ormi Patras        | 51:60  | ESBF Besançon                 | 26:26      | 25:34     |
| Sola HK                 | 49:55  | Kuban Krasnodar               | 25:30 (10) | 24:25     |
| RK Lokomotiva Zagreb    | 38:40  | S.D. Itxako Estella           | 24:17      | 14:23     |

## 4. Runde
In der 4. Runde fanden die Hinspiele vom 12. bis 18. Februar und die Rückspiele am 18. und 19. Februar 2006 statt.
|                         | Gesamt |                     | Hinspiel   | Rückspiel |
| ----------------------- | ------ | ------------------- | ---------- | --------- |
| Kuban Krasnodar         | 44:48  | S.D. Itxako Estella | 27:19      | 17:29     |
| CS Rapid CFR Bukarest   | 50:55  | ESBF Besançon       | 25:29 (11) | 25:26     |
| TSV Bayer 04 Leverkusen | 57:55  | Horsens HK          | 26:24      | 31:31     |
| Gjerpen IF Skien        | 64:48  | Váci NKSE           | 37:23      | 27:25     |

## Viertelfinale
Im Viertelfinale kamen aus der Champions League die dort ausgeschiedenen vier Drittplatzierten der Gruppenphase dazu. Die Hinspiele fanden am 11. und 12. März und die Rückspiele am 18. und 19. März 2006 statt.
|                         | Gesamt |                               | Hinspiel | Rückspiel |
| ----------------------- | ------ | ----------------------------- | -------- | --------- |
| Gjerpen IF Skien        | 61:60  | Dunaferr NK                   | 29:28    | 32:32     |
| S.D. Itxako Estella     | 36:49  | Larvik HK                     | 17:18    | 19:31     |
| TSV Bayer 04 Leverkusen | 44:47  | ŽRK Budućnost MONET Podgorica | 21:18    | 23:29     |
| Győri ETO KC            | 64:57  | ESBF Besançon                 | 34:24    | 30:33     |

## Halbfinale
Im Halbfinale fanden die Hinspiele am 15. April und die Rückspiele am 22. April 2006 statt.
|                  | Gesamt |                               | Hinspiel | Rückspiel |
| ---------------- | ------ | ----------------------------- | -------- | --------- |
| Gjerpen IF Skien | 53:65  | ŽRK Budućnost MONET Podgorica | 24:28    | 29:37     |
| Győri ETO KC     | 55:51  | Larvik HK                     | 33:28    | 22:23     |

## Finale
Das Hinspiel fand am 13. Mai 2006 in Sportzentrum Morača von Podgorica und das Rückspiel am 20. Mai 2006 in der Magvassy Mihály Sporthalle von Győr statt.
|                               | Gesamt |              | Hinspiel | Rückspiel |
| ----------------------------- | ------ | ------------ | -------- | --------- |
| ŽRK Budućnost MONET Podgorica | 51:48  | Győri ETO KC | 25:25    | 26:23     |